# Mirko Müller
Mirko Müller (* 12. November 1974 in Löbau) ist ein deutscher Eiskunstläufer, der im Paarlauf startete.

## Leben
Mirko Müller begann im Alter von vier Jahren mit dem Eislaufen. Erst startete er für den SC Berlin. Er war bis 1992 Einzelläufer und ging zur Sportschule. Er wechselte dann zum Paarlaufen. Von 1994 bis 1995 lief er mit der Russin Jekaterina Silnitzkaja, die zuvor mit Marno Kreft gestartet war. Von 1995 bis 2002 war Mirko Müller Mitglied der Sportfördergruppe der Bundeswehr.
Von 1995 bis 1996 fand er in der Französin Emilie Gras eine Eiskunstlaufpartnerin. Von 1996 bis zum Jahr 2000 lief Mirko Müller dann mit Peggy Schwarz, die sich wegen einer Babypause zuvor von Alexander König getrennt hatte. Mit Peggy Schwarz hatte Mirko Müller seinen größten internationalen Erfolg mit dem Gewinn der Bronzemedaille bei der Weltmeisterschaft 1998. Trainer des Paares war Knut Schubert. Die Choreografin war die US-Amerikanerin Diana Goolsbey.
Verletzungsbedingt und wegen der damit verbundenen Sprungschwäche beendete Peggy Schwarz im Jahr 2000 ihre Eiskunstlaufkarriere. So suchte Mirko Müller im Jahr 2000 eine neue Partnerin und fand sie in Sarah Jentgens. Von Knut Schubert in Berlin trainiert, verzichtete das Paar in der Saison 2000/01 auf die Teilnahme an größeren Wettkämpfen. In der olympischen Saison 2002 gewannen Jentgens/Müller den nationalen Titel. Erster und zugleich letzter internationaler Wettbewerb war die Europameisterschaft in Lausanne, bei der das Paar wegen einer Erkrankung Müllers nach dem Kurzprogramm aufgab und damit die Qualifikation für die Olympischen Winterspiele in Salt Lake City verpasste. Daraufhin beendete Müller seine Eiskunstlaufkarriere.
2002 nahm Mirko Müller ein Studium der Wirtschaftsinformatik an der FHTW Berlin auf.
Er ist mit seiner ehemaligen Choreographin Diana Goolsbey verheiratet. Mit ihrem gemeinsamen Sohn Maximilian, der 1999 geboren wurde, leben sie in Raleigh (North Carolina). Dort arbeitet Mirko Müller-Goolsbey als Trainer im Central Carolina Skating Club und in der High Performance Skating Academy.

## Ergebnisse

### Paarlauf
(wenn nicht anders angegeben, mit Peggy Schwarz)
| Wettbewerb / Jahr        | 1994 | 1995 | 1996 | 1997 | 1998 | 1999 | 2000 | 2001 | 2002  |
| ------------------------ | ---- | ---- | ---- | ---- | ---- | ---- | ---- | ---- | ----- |
| Olympische Winterspiele  |      |      |      |      | 9.   |      |      |      |       |
| Weltmeisterschaften      |      |      |      | 10.  | 3.   | 8.   | 8.   |      |       |
| Europameisterschaften    |      | 10.* |      | 6.   | 5.   | 4.   | 4.   |      | Z***  |
| Deutsche Meisterschaften | 4.*  | 2.*  | 3.** | 2.   | 1.   | 1.   | 1.   |      | 1.*** |

- Z = Zurückgezogen / * mit Jekaterina Silnitzkaja, ** mit Emilie Gras, *** mit Sarah Jentgens

### Einzellauf
| Wettbewerb / Jahr           | 1991 | 1992 |
| --------------------------- | ---- | ---- |
| Juniorenweltmeisterschaften | 15.  |      |
| Deutsche Meisterschaften    |      | 9.   |